# 尾台榕堂
尾台 榕堂（おだい ようどう、寛政11年（1799年）-明治3年11月29日（1871年1月19日））は、江戸時代後期の漢方医。幼名四郎治、名は元逸、字は士超、榕堂、敲雲、通称は良作。

## 経歴・人物
越後中条下町（現：新潟県十日町市 ）の医家小杉家に生まれる
。江戸に出てはじめ吉益東洞の高弟岑小翁に、のち尾台浅岳の門徒となり漢方を学ぶ。故郷へ帰り開業するが、天保5年（1834年）に浅岳が他界すると江戸に戻り、尾台家の養子となった。吉益東洞の類衆方を研究し『類衆方広義』を著した。著書は他に『療難指示』、『方伎雑誌』、『閑窓筆録』、『医事啓源』など。
墓所は台東区谷中の観音寺。